# 신후쿠시마역
신후쿠시마역(일본어: 新福島駅, しんふくしまえき은 일본 오사카부 오사카시 후쿠시마구에 있는 서일본 여객철도(JR 서일본) JR 도자이 선의 철도역이다. 역의 상징은 소나무이다.

## 근처에 있는 철도역
- 서일본 여객철도: 오사카 순환선 후쿠시마 역 (서로 별도의 역 취급, 환승 불가)
- 한신 전기 철도: 본선 후쿠시마 역 (지하로는 연결되지 않아 지상으로 나와서 환승할 필요 있음)
- 게이한 전기 철도: 나카노시마 선 나카노시마역 (남쪽으로 600m 떨어진 다마에 교 건너편)

## 역 구조

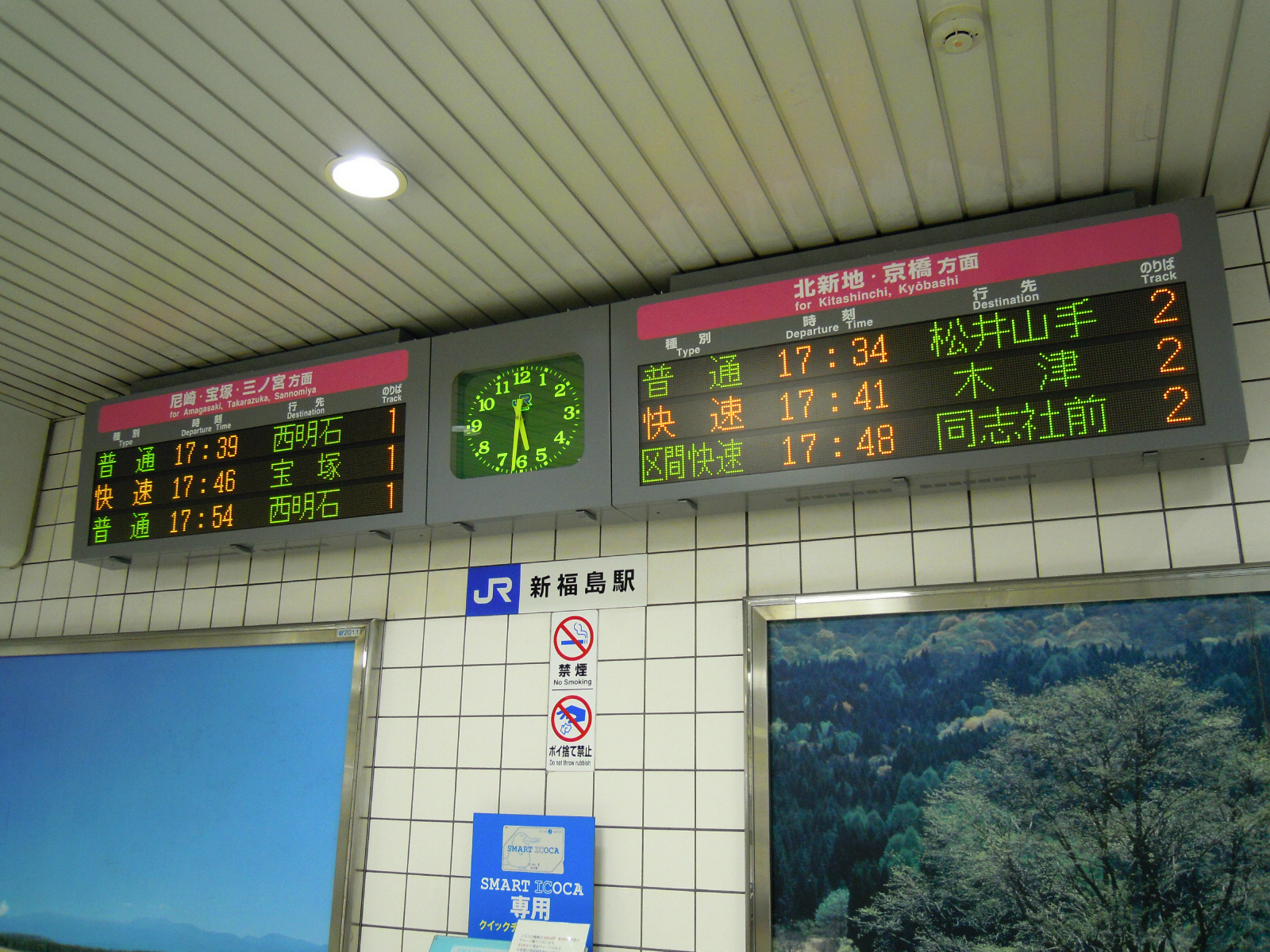
역내 행선안내기

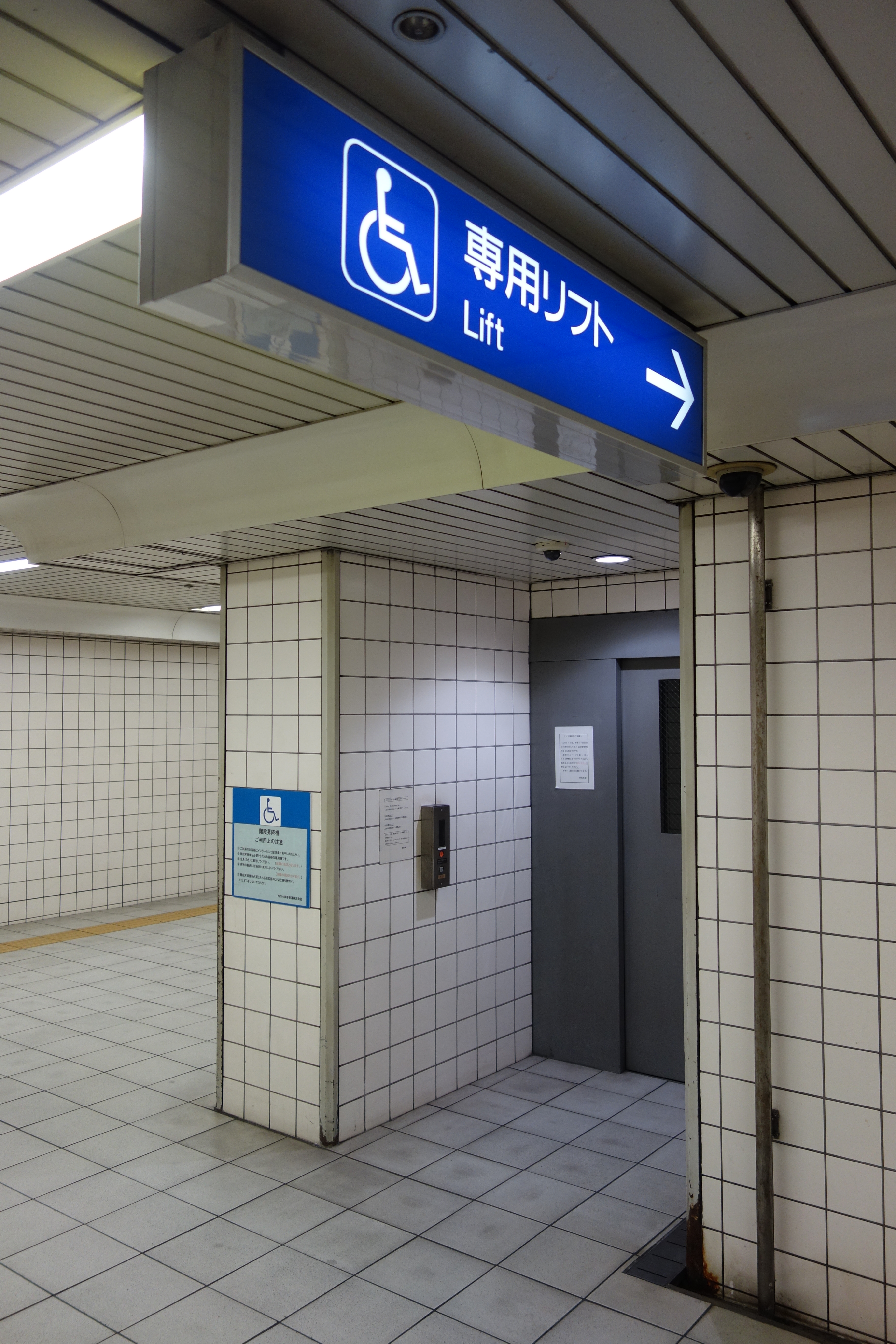
휠체어 전용 리프트

1면 2선 섬식 승강장을 가지는 지하역이며, 8량 편성에 대응한다. 개찰구는 1개소뿐이고, 지상 출구는 조쇼바시(浄正橋) 교차점 부근에 2개소, 후쿠시마니시도리(福島西通) 교차점 부근에 1개소가 있다. 엘리베이터, 에스컬레이터 외에 휠체어 전용 리프트가 마련되어 있다.
직영역(기타신치역의 피관리역)이자 ICOCA 이용이 가능한 역이다.

### 승강장
↑ 아마가사키 방면
| １２ |
교바시 방면 ↓
| 1 | ■ JR 도자이 선 (하행) | 아마가사키·다카라즈카·산노미야 방면  |
| 2 | ■ JR 도자이 선 (상행) | 기타신치·교바시·시조나와테·나라 방면 |

## 역세권 정보 및 이용 상황
주변에는 간사이 전력 병원, 오사카 국제 회의소 등이 위치하고 있다.
2006년도의 1일 평균 승차량은 약 8,094명이다.

### 인근 역세권
- 오사카 고등·지방·구검찰청 (오사카 나카노시마 중앙종합청사)
- 더 심포니홀
- 오사카 후쿠시마 역전 우체국
- 오사카 국제회의소
- 후쿠시마텐만구(福島天満宮)
- 리가 로얄 호텔(リーガロイヤルホテル)
- 간사이 전력 병원
- 지역의료기능추진기구 오사카 병원(구:오사카 후생연금병원)
- 호타루마치 (후쿠시마1초메 재개발지구)

- 아사히 방송 그룹 홀딩스 본사 (신사옥)
- 도지마 리버포럼
- ABC홀

- 국립국제미술관
- 국도2호(소네자키통)

## 역사
- 1997년 3월 8일 - JR 도자이 선과 동시 개업.

## 인접역 정보
| 서일본 여객철도 JR 도자이 선 | 서일본 여객철도 JR 도자이 선                            | 서일본 여객철도 JR 도자이 선    |
| ---------------------------- | ------------------------------------------------------- | ------------------------------- |
| 기타신치 교바시·기즈 방면    | ● JR 도자이 선 ■ 쾌속, ■ 구간 쾌속, ■ 직통 쾌속, ■ 보통 | 에비에 다카라즈카·산노미야 방면 |